# هوفلاین آندر هولن واند
هوفلاین آندر هولن واند (به آلمانی: Höflein an der Hohen Wand) یک منطقهٔ مسکونی در اتریش است که در ناحیه نوین‌کیرشن واقع شده‌است. هوفلاین آندر هولن واند ۷۷۹ نفر جمعیت دارد.